# Advérbios do esperanto
A maioria dos advérbios do esperanto usam o sufixo regular e. Com o sufixo e pode-se construir advérbios a partir de substantivos, adjetivos e verbos: dome (fazer algo em casa), rapide (rapidamente), unue (primeiramente), parole (pela fala, verbalmente).

## Advérbios especiais
Alguns advérbios não terminam com -e, mas com a terminação -aŭ. Nem todas as palavras terminadas em -aŭ são advérbios e a maioria dos advérbios terminados em -aŭ tem outras funções, como hodiaŭ "hoje" (substantivo e advérbio) ou ankoraŭ "ainda" (conjunção ou advérbio). Cerca de uma dúzia de outros advérbios são raízes, como nun "agora", tro "muito, demais", sem contar os advérbios entre os correlativos. 

### Advérbios e o sufixo-aŭ
Ao lado dos sufixos de classe gramatical dedicados, como o adverbial -e, adjetival -a e nominal -o, o esperanto tem um sufixo gramaticalmente neutro, o -aŭ, que não tem classe definida. Palavras terminadas em -aŭ podem ser usadas para múltiplas funções gramaticais. Esses advérbios não são exatamente advérbios, mas exercem, além de outras, essa função. Esse sufixo não é eficiente, mas é limitado a um leque de palavras que Zamenhof criou. Para especificar a classe gramatical dessas palavras, os sufixos dedicados de casos podem ser adicionados ao -aŭ. Por exemplo, anstataŭ "ao invés de" (preposição e conjunção) é a base do advérbio anstataŭe "em vez", "como alternativa", o adjetivo anstataŭa "ad interim", o verbo anstataŭi "tomar o lugar de" e o substantivo anstataŭo "substituto". A maioria das palavras de sufixo -aŭ tem uso adverbial inerente; anstataŭ é uma das poucas exceções.
As palavras adverbiais do sufixo -aŭ são:
| Esperanto | Português          | classes gramaticais    |
| --------- | ------------------ | ---------------------- |
| almenaŭ   | pelo menos         | conjunção e advérbio   |
| ambaŭ     | ambos              | adjetivo e advérbio    |
| ankaŭ     | também             | advérbio               |
| ankoraŭ   | ainda              | conjunção e advérbio   |
| apenaŭ    | mal, escassamente  | advérbio               |
| baldaŭ    | logo, em breve     | advérbio               |
| ĉirkaŭ    | em torno, ao redor | preposição e advérbio  |
| hieraŭ    | ontem              | substantivo e advérbio |
| hodiaŭ    | hoje               | substantivo e advérbio |
| kvazaŭ    | como se            | conjunção e advérbio   |
| morgaŭ    | amanhã             | substantivo e advérbio |
| preskaŭ   | quase              | advérbio               |